# Турново
Турново (на македонска литературна норма: Турново) е село в община Босилово на Северна Македония.

## География
Турново се намира в Струмишката котловина на 199 метра надморска височина. Разположено е на река Турия, ляв приток на Струмешница, от която се предполага, че идва и името му. Турново отстои на 15 километра източно от град Струмица. През него преминава главния път Струмица - ГКПП „Златарево“ - Петрич.

## История
Селото се споменава в грамота на Иван и Константин Драгаш, датирана около 1378 година.
През XIX век селото е със смесено население. В „Етнография на вилаетите Адрианопол, Монастир и Салоника“, издадена в Константинопол в 1878 година и отразяваща статистиката на населението от 1873 година, Турново (Tournovo) е посочено като село със 70 домакинства, като жителите му са 159 българи и 60 мюсюлмани. Според статистиката на Васил Кънчов („Македония. Етнография и статистика“) от 1900 г. селото е населявано от 530 жители, от които 280 българи християни и 250 турци.
В началото на XX век цялото село е под върховенството на Българската екзархия. По данни на секретаря на екзархията Димитър Мишев („La Macédoine et sa Population Chrétienne“) през 1905 година в селото има екзархисти. Там функционира българско училище.

## Турново днес
Според преброяването от 2002 година селото има 941 жители, всички македонци.
В Турново има училище „Свети Кирил и Методий“. Футболен клуб „Турново“ играе няколко сезона във втора дивизия на Северна Македония, а през сезон 2008/2009 и в първа лига.

## Личности
Родени в Турново
- Ацо Киров (р.1960), политик от Северна Македония, депутат от СДСМ
- Мануш Георгиев (1881 – 1908), български революционер, деец на ВМОРО